# 719.ª Divisão de Infantaria (Alemanha)
A 719ª Divisão de Infantaria (em alemão:719. Infanterie-Division) foi uma unidade militar que serviu no Exército alemão durante a Segunda Guerra Mundial.

## Comandantes
| Comandante                     | Data                                            |
| ------------------------------ | ----------------------------------------------- |
| Generalleutnant Erich Höcker   | 3 de maio de 1941 - 10 de janeiro de 1944       |
| Generalleutnant Max Horn       | 10 de janeiro de 1944 - 15 de fevereiro de 1944 |
| Generalmajor Carl Wahle        | 15 de fevereiro de 1944 - 1 de agosto de 1944   |
| Generalleutnant Karl Sievers   | 3 de agosto de 1944 - 3 de outubro de 1944      |
| Oberst Rudolf Goltzsch         | 3 de outubro de 1944 - 10 de outubro de 1944    |
| Generalleutnant Felix Schwalbe | 10 de outubro de 1944 - 16 de dezembro de 1944  |
| Generalmajor Heinrich Gäde     | 16 de dezembro de 1944 - 30 de março de 1945    |
| Generalleutnant Willy Seeger   | 14 de abril de 1945 - abril de 1945             |

## Oficiais de operações
| Oberstleutnant Hans Bickel                         | 8 de outubro de 1942 - 10 de novembro de 1943   |
| Major Friedrich-Karl Plehwe                        | 10 de novembro de 1943 - 10 de setembro de 1944 |
| Oberstleutnant Hans Ritter und Edler von Rosenthal | 10 de setembro de 1944 - 10 de outubro de 1944  |
| Oberstleutnant Hermann Miltzow                     | 10 de outubro de 1944 - 20 de abril de 1945     |
| Major Friedrich-Karl Walters                       | 20 de abril de 1945 - 1945                      |

## Área de operações
| Alemanha      | maio de 1941 - junho de 1941    |
| Países Baixos | junho de 1941 - janeiro de 1945 |
| Alemanha      | janeiro de 1945 - março de 1945 |